# Ösel (Marktleugast)
Ösel ist ein Gemeindeteil des Marktes Marktleugast im Landkreis Kulmbach (Oberfranken, Bayern). Ösel liegt in der Gemarkung Marktleugast.

## Geografie
Die Einöde liegt auf freier Flur am Talrand des Kleinen Koserbachs, der etwas weiter südlich entspringt. Ein Anliegerweg führt nach Neuensorg zur Kreisstraße KU 13 (0,6 km nördlich). Ein Wirtschaftsweg führt nach Marktleugast (1,2 km östlich).

## Geschichte
Gegen Ende des 18. Jahrhunderts bestand Ösel aus einem Anwesen. Das Hochgericht übte das bambergische Centamt Marktschorgast aus. Das Kastenamt Stadtsteinach war Grundherr des Hofes.
Mit dem Gemeindeedikt wurde Ösel dem 1811 gebildeten Steuerdistrikt Marktleugast und der im selben Jahr gebildeten Ruralgemeinde Marktleugast zugewiesen.

### Einwohnerentwicklung
| Jahr      | 001818 | 001819 | 001861 | 001871 | 001885 | 001900 | 001925 | 001950 | 001961 | 001970 | 001987 |
| Einwohner |        | *      | 19     | 20     | 33     | 11     | 20     | 6      | 3      | 5      | 4      |
| Häuser    | 2      |        |        |        | 2      | 2      | 2      | 1      | 1      |        | 1      |
| Quelle    | [ 6 ]  | [ 9 ]  | [ 10 ] | [ 11 ] | [ 12 ] | [ 13 ] | [ 14 ] | [ 15 ] | [ 16 ] | [ 17 ] | [ 1 ]  |

## Religion
Ösel ist katholisch geprägt und gehört bis heute zur Kirchengemeinde St. Bartholomäus und Martin (Marktleugast), die eine Filiale von Mariä Heimsuchung ist.